# Vain elämää (album)
Vain elämää (in finlandese, "Solo vita") è una raccolta di cover di diversi artisti, tratta dall'omonima serie televisiva, pubblicato il 16 novembre 2012 dalla Warner Music Finland.
L'album è diventato multidisco di platino per aver veduto più di 160 000 copie. A dicembre 2012 l'album risulta tra gli album pi venduti negli anni 2000.
Il successo dell'album ha portato alla produzione di una nuova raccolta, Vain elämää jatkuu, pubblicata il 21 dicembre 2012.

## Tracce
1. Jos mä oisin sä (Katri Helena)
2. Tinakenkätyttö (Cheek)
3. Bum bum bum (Neumann)
4. Satulinna (Jonne Aaron)
5. Vanha sydän (Kaija Koo)
6. Sinä ja minä (Jari Sillanpää)
7. Vasten auringon siltaa (Erin)
8. Kaduilla tuulee (Cheek)
9. The Moment of Our Love (Neumann)
10. Vanha nainen hunningolla (Katri Helena)
11. Vapaa (Erin)
12. Syytön (Jonne Aaron)
13. Mennään hiljaa markkinoille (Kaija Koo)
14. Liekeissä (Jari Sillanpää)
15. Puhelinlangat laulaa (Cheek)
16. Autiotalo (Katri Helena)
17. Nuoruus on seikkailu (Jari Sillanpää)
18. Won't Let Go (Kaija Koo)
19. Kylmä ilman sua (Jonne Aaron)
20. Nahkatakkinen tyttö (Erin)
21. Anna mulle tähtitaivas (Neumann)

## Classifica

### Album
| Classifica                            | Massima posizione |
| ------------------------------------- | ----------------- |
| Suomen virallinen lista - Albumilista | 1                 |

### Brani
| Autore         | Brano                  | Single- lista | Lataus- lista |
| -------------- | ---------------------- | ------------- | ------------- |
| Cheek          | Kaduilla tuulee        | 13            | 11            |
| Cheek          | Puhelinlangat laulaa   | 1             | 4             |
| Cheek          | Tinakenkätyttö         | 4             | 2             |
| Erin           | Nahkatakkinen tyttö    | –             | 25            |
| Erin           | Vapaa                  | 8             | 7             |
| Erin           | Vasten auringon siltaa | 16            | 9             |
| Jari Sillanpää | Liekeissä              | 15            | 18            |
| Jonne Aaron    | Kylmä ilman sua        | 8             | 3             |
| Jonne Aaron    | Satulinna              | 20            | 27            |